# Odomants
Els odomants (grec antic: Ὀδόμαντες, llatí: Odomanti) foren una tribu de Peònia esmentada per Heròdot, Tucídides, Esteve de Bizanci i Plini el Vell, que ocupaven el districte conegut com a Odomàntica, segons Claudi Ptolemeu i Titus Livi.
Aquesta tribu vivia a les muntanyes d'Orbelos, cap al nord-est, a la plana de l'Estrímon, de Mèlnik fins a Sidirokastro. Arribaven fins al Pangèon, on explotaven mines de plata i or conjuntament amb els pieris i els satres, segons Heròdot, i a partir del segle vii aC rivalitzaren amb els grecs de Tasos establerts a la Perea Tàsica per controlar les mines. Al nord-oest, el seu territori era a la dreta del regne de Sitalces de Tràcia, d'acord amb la descripció de Tucídides, que diu que habitaven al nord del curs inferior de l'Estrímon quan pren la direcció est.
Ben segurs en la seva posició inaccessible, es van oposar al persa Megabazos quan envaí Tràcia. Anys més tard, durant la Guerra del Peloponnès, Cleó d'Atenes va convidar Pol·les, cap dels odomants, a unir-se a ell amb tants de mercenaris tracis com pogués pagar.